# Alphonsus Castermans

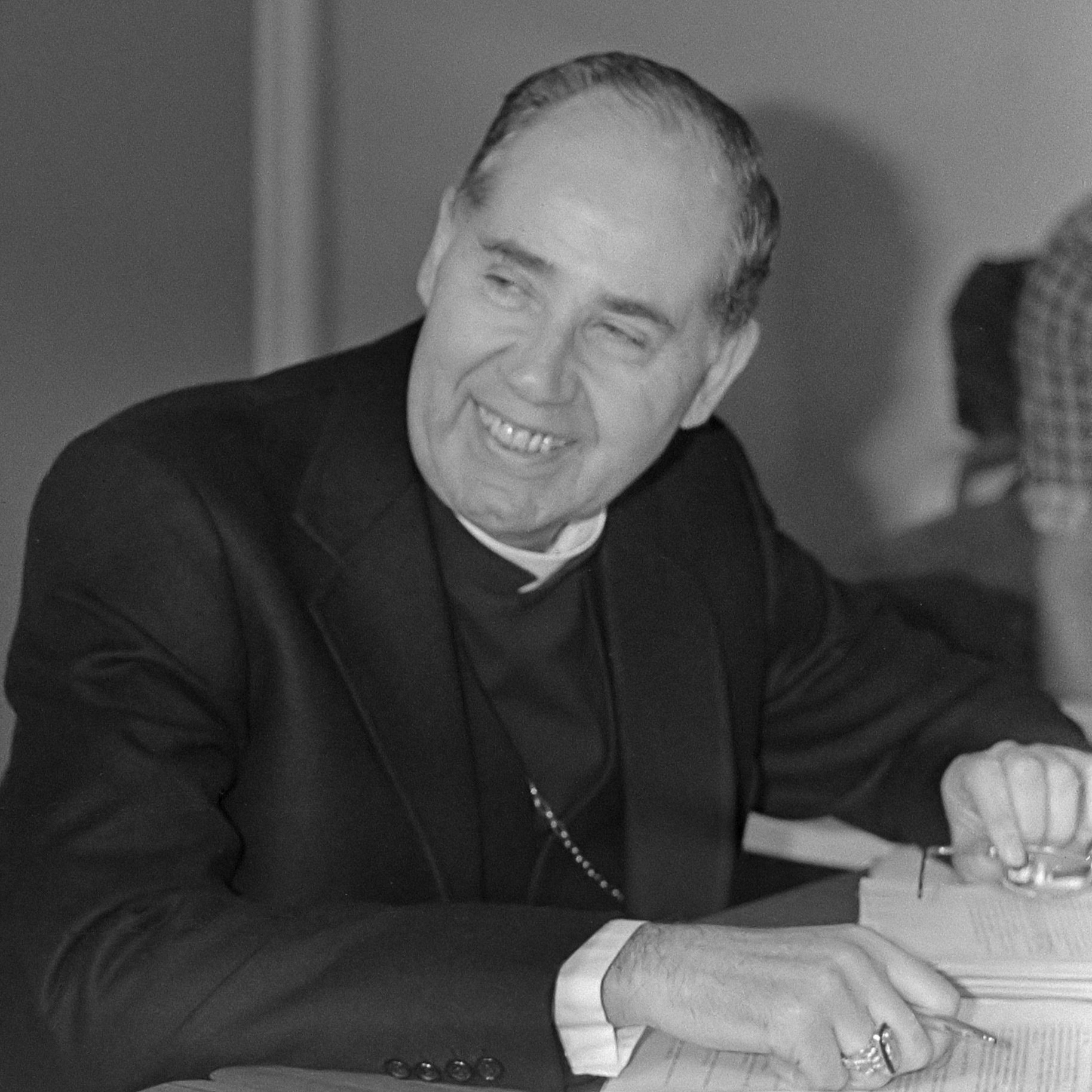
Alphons Castermans (1984)

Alphonsus Maria H.A. Castermans (* 4. April 1924 in Maastricht, Niederlande; † 21. April 2008 in Born) war von 1982 bis 1997 Weihbischof im Bistum Roermond.

## Leben
Alphonsus Castermans empfing am 10. März 1951 in Roermond das Sakrament der Priesterweihe durch Bischof Guillaume Lemmens. Bis 1958 war er Kaplan in Molenberg, einem Stadtteil von Heerlen, später Rektor des Krankenhauses „De Goddelijke Voorzienigheid“ in Sittard. 1972 wurde er Generalvikar im Bistum Roermond. 1973 wurde er Mitglied des Domkapitels.
Papst Johannes Paul II. ernannte ihn am 15. Januar 1982 zum Titularbischof von Skálholt und zum Weihbischof im Bistum Roermond. Die Bischofsweihe spendete ihm der Bischof von Roermond, Joannes Baptist Matthijs Gijsen, am 13. Februar desselben Jahres. Mitkonsekratoren waren Johannes Bluyssen, Bischof von 's-Hertogenbosch, und Adrianus Johannes Simonis, Bischof von Rotterdam.
Papst Johannes Paul II. nahm am 3. Mai 1997 seinen vorzeitigen Rücktritt an. Er wurde in der Sint Christoffelkathedraal in Roermond beigesetzt.